# Davide Giordano (attore)
Davide Giordano (Palermo, 29 marzo 1987) è un attore italiano.

## Biografia
Dopo aver studiato recitazione presso la scuola del Teatro Biondo di Palermo, nel 2006 entra all'Accademia nazionale d'Arte drammatica Silvio D'Amico, dove si diplomerà tre anni dopo.
Al cinema raggiunge la notorietà nel 2011 interpretando Melo, il figlio di Cetto La Qualunque, nella commedia Qualunquemente di Giulio Manfredonia, al fianco di Antonio Albanese. Nel 2012 Giuseppe Piccioni lo vuole con Margherita Buy in Il rosso e il blu. Nello stesso anno torna accanto ad Antonio Albanese in Tutto tutto niente niente, sempre di Manfredonia. Nel 2015 è protagonista di Pecore in erba, opera prima di Alberto Caviglia, in concorso alla 72ª Mostra del cinema di Venezia L'anno successivo viene chiamato da Leonardo Tiberi per interpretare il co-protagonista in Noi eravamo.
In televisione, nel 2012, impersona Manfredi Borsellino in Paolo Borsellino - I 57 giorni, accanto a Luca Zingaretti. Prende parte ad altre produzioni per il piccolo schermo, come A testa alta - Libero Grassi (2013) di Graziano Diana, Tutto il mondo è paese (2018) di Giulio Manfredonia, insieme a Beppe Fiorello, e Prima che la notte di Daniele Vicari, con Fabrizio Gifuni. 
Torna ad impersonare, per la terza volta, il figlio di Cetto La Qualunque (Antonio Albanese) in Cetto c'è, senzadubbiamente (2019) di Giulio Manfredonia.

## Filmografia

### Cinema
- Il sesso aggiunto, regia di Francesco Antonio Castaldo (2011)
- Qualunquemente, regia di Giulio Manfredonia (2011)
- Tutto tutto niente niente, regia di Giulio Manfredonia (2012)
- Il rosso e il blu, regia di Giuseppe Piccioni (2012)
- Pecore in erba, regia di Alberto Caviglia (2015)
- Noi eravamo, regia di Leonardo Tiberi (2016)
- Cetto c'è, senzadubbiamente, regia di Giulio Manfredonia (2019)

### Televisione
- Squadra antimafia - Palermo oggi 3 - serie TV, episodio 3x09 (2011)
- R.I.S. Roma - Delitti imperfetti 3, regia di Francesco Miccichè (2012)
- Paolo Borsellino - I 57 giorni, regia di Alberto Negrìn (2012)
- Libero Grassi, regia di Cristiano Diana (2016)
- Prima che la notte, regia di Daniele Vicari (2018)
- Tutto il mondo è paese, regia di Giulio Manfredonia (2018)